# Wilms
Wilms ist  ein deutscher Familienname.

## Namensträger
- Alissa Wilms (* 1995), deutsche Schauspielerin
- André Wilms (1947–2022), französischer Schauspieler
- Andreas Wilms (Geistlicher) (1494–1557), deutscher Geistlicher, Kirchenrechtler und Reformator
- Andreas Wilms (Wirtschaftswissenschaftler), deutscher Wirtschaftswissenschaftler und Hochschullehrer
- Anila Wilms (* 1971), albanische Schriftstellerin
- Anno Wilms (1935–2016), deutsche Fotografin
- Bernd Wilms (* 1940), deutscher Theaterintendant
- Bernhard Wilms (1916–1994), deutscher Schriftsteller
- David Wilms (* 1963), Fernsehmoderator
- Dennis Wilms (* 1975), deutscher Fernsehmoderator
- Dominique Wilms (* 1930), belgische Schauspielerin
- Dorothee Wilms (* 1929), deutsche Politikerin
- Eberhard Wilms (1940–2022), deutscher Historiker
- Elisabeth Wilms (1905–1981), deutsche Filmproduzentin
- Ernst Wilms (1866–1938), deutscher Anwalt und Politiker
- Eva Wilms (* 1952), deutsche Leichtathletin
- Falko Wilms (* 1961), deutscher Wirtschaftswissenschaftler
- Friedrich Wilms (1848–1919), deutscher Botaniker
- Fritz Wilms (Architekt) (1886–1958), deutscher Architekt
- Fritz Wilms (Politiker) (1900–1976), deutscher Politiker (FDP)
- Gunhild Wilms (* 1940), deutsche Historikerin
- Günter Wilms (1927–2023), deutscher Pädagogikprofessor
- Hans-Joachim Wilms (* 1955), deutscher Gewerkschaftsvorsitzender
- Heike Wilms-Kegel (* 1952), deutsche Politikerin (Bündnis 90/Die Grünen, FDP)
- Heinrich Wilms (1959–2010), deutscher Jurist und Hochschullehrer
- Hedwig Wilms (1874–1915), deutsche Künstlerin der Art brut
- Hieronymus Wilms OP (1878–1965), deutscher Dominikaner und Theologe
- Johann Wilhelm Wilms (1772–1847), deutsch-niederländischer Komponist
- Joseph Wilms (1814–1892), deutscher Stilllebenmaler der Düsseldorfer Schule
- Karri Wilms (* 1969), kanadische Curlerin
- Klaus Wilms (* 1939), deutscher Mediziner und Hochschullehrer
- Lotte Wilms (* 1984), niederländische Triathletin
- Lynn Wilms (* 2000), niederländische Fußballspielerin
- Marco Wilms, deutscher Filmemacher
- Mathias Wilms (1893–1978), deutscher Politiker
- Max Wilms (1867–1918), deutscher Chirurg
- Otto Wilms (1915–1992), Pfälzer Heimat- und Mundartdichter
- Robert Wilms (Mediziner) (1824–1880), deutscher Chirurg
- Robert von Wilms (1865–1945), deutscher Verwaltungsbeamter
- Teresa Wilms Montt (1893–1921), chilenische Schriftstellerin und Dichterin
- Thomas Wilms (* 1970), deutscher Zoologe
- Valerie Wilms (* 1954), deutsche Politikerin
- Volker Wilms (* 1956), deutscher Fernsehjournalist
- Wilhelm Wilms (1865–1939), deutscher Theologe, Lyriker und Sachautor
- Wolf Rüdiger Wilms (* 1941), deutscher Lehrer, Schauspieler, Drehbuchautor, und Theaterregisseur